# Nikolai (Metropolit)

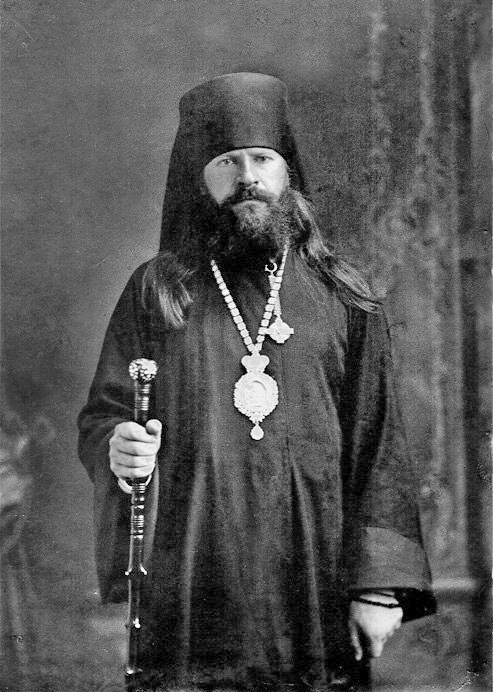
Nikolaus (1920er Jahre)

Nikolai (russisch Николай), geboren als Boris Dorofejewitsch Jaruschewitsch (russisch Борис Дорофеевич Ярушевич), auch Boris Yarushevich (* 31. Dezember 1891jul. / 12. Januar 1892greg. in Kowno, Litauen; † 13. Dezember 1961 in Moskau) war ein russisch-orthodoxer Theologe und Metropolit.

## Leben
Nikolai wurde als Sohn eines Geistlichen geboren und absolvierte 1914 die Geistliche Akademie in Sankt Petersburg.
Der Mönch Nikolai lehrte danach am Priesterseminar zu Petersburg und hatte in der Folge mehrere geistliche Ämter inne:
1922 wurde er Bischof von Peterhof bei Petersburg, 1935 Erzbischof von Nowgorod und Pskow. Gegenüber westlichen Korrespondenten bestritt er, dass es in der Sowjetunion unter Stalin eine Kirchenverfolgung gebe; vielmehr zeige die im sowjetischen System heranwachsende Jugend das „wahre humane Gesicht“.
Nach der Annektierung Ostpolens durch die Sowjetunion im Oktober 1939 wurde er Exarch der Westukraine und Weißrusslands. Er betrieb die „Wiedervereinigung“ genannte Zwangseingliederung der dem Vatikan unterstehenden Ukrainischen griechisch-katholischen Kirche in die vom Moskauer Kreml kontrollierte Russisch-Orthodoxe Kirche.
Rechtzeitig vor dem deutschen Angriff auf die Sowjetunion am 22. Juni 1941 („Unternehmen Barbarossa“) konnte er nach Osten fliehen und wurde zum Metropoliten von Kiew berufen. Er rief die Gläubigen auf, der Führung Stalins zu vertrauen und Geld für Panzer für die Rote Armee zu spenden. Mehrere dieser Panzer übergab er persönlich an die Kampftruppen der sowjetischen Streitkräfte.
1942 wurde er Mitglied der vom Obersten Sowjet der UdSSR ins Leben gerufenen Außerordentlichen Staatlichen Kommission, die Verbrechen der deutschen Besatzer auf sowjetischem Territorium und die von ihnen angerichtete Schäden dokumentieren sollte. Im Januar 1944 gehörte er zur Burdenko-Kommission, der sowjetischen Sonderkommission zur Untersuchung des Massakers von Katyn, die unter Leitung des Chefchirurgen der Roten Armee, Nikolai Burdenko, erklärte, den Massenmord an rund 4400 polnischen Offizieren und Fähnrichen hätten die deutschen Besatzer begangen.
Ebenfalls im Januar 1944 wurde er Metropolit von Krutizy und Kolomna und damit de facto Stellvertreter des Patriarchen von Moskau. Im selben Jahr trat er an die Spitze des Außenamtes des Moskauer Patriarchates (1944 bis Juli 1960).
1950 wurde er Vertreter der Russisch-Orthodoxen Kirche im kommunistisch dominierten Weltfriedensrat. Gemeinsam mit dem Schriftsteller Ilja Ehrenburg trat er auf Veranstaltungen der prosowjetische Friedensbewegung auf. 1952 beteiligte er sich an der Moskauer Kampagne gegen die Madden-Kommission, den Untersuchungsausschuss des US-Kongresses zum Massaker von Katyn.
Als Leiter des Außenamtes versuchte er durch zahlreiche Reisen ins Ausland Beziehungen zu westlichen Kirchen aufzunehmen. In dieser Absicht führte er 1958 das erste offizielle Gespräch der Russisch-Orthodoxen Kirche mit Vertretern des Ökumenischen Rates der Kirchen in Utrecht. Metropolit Nikolai vertrat die Politik des Kompromisses zwischen der Russisch-Orthodoxen Kirche und dem kommunistischen Regime, indem er in systemfreundlichen Gremien mitarbeitete wie etwa als Präsident des Allslawischen Komitees und Mitglied des Weltfriedensrates. Doch war er auch ein streitbarer Verfechter der Orthodoxie und seine Kompromissbereitschaft hatte dort ihre Grenzen, wo er den orthodoxen Glauben bedroht sah. Laut Dokumenten aus dem Mitrochin-Archiv unterhielt er enge Beziehungen zu den sowjetischen Geheimdiensten, der KGB schätzte ihn als wirkungsvollen „Einflussagenten“.
1960 verlor er seine Ämter. Am 13. Dezember 1961 starb er im Moskauer Botkin-Krankenhaus. Als Todesursache wurde ein Herzinfarkt angegeben, es hielten sich jedoch Gerüchte eines unnatürlichen Todes. Sein Nachfolger als Leiter des Außenamtes des Patriarchats wurde Metropolit Nikodim.